# 東大崎駅
東大崎駅（ひがしおおさきえき）は、宮城県大崎市古川大崎字伏見余在下（ふしみよざいけ）にある、東日本旅客鉄道（JR東日本）陸羽東線の駅である。

## 歴史
- 1955年（昭和30年）2月15日：日本国有鉄道の駅として開業[3]。気動車の旅客のみを取り扱う駅員無配置駅[4]。
- 1987年（昭和62年）4月1日：国鉄分割民営化により、東日本旅客鉄道（JR東日本）の駅となる[3]。
- 2024年（令和6年）10月1日：えきねっとQチケのサービスを開始[1][5]。

## 駅構造
単式ホーム1面1線を有する地上駅である。ブロックを積み上げた、待合室兼用の簡易な駅舎がある。駅舎内にトイレがある。
小牛田統括センター（古川駅）管理の無人駅である。

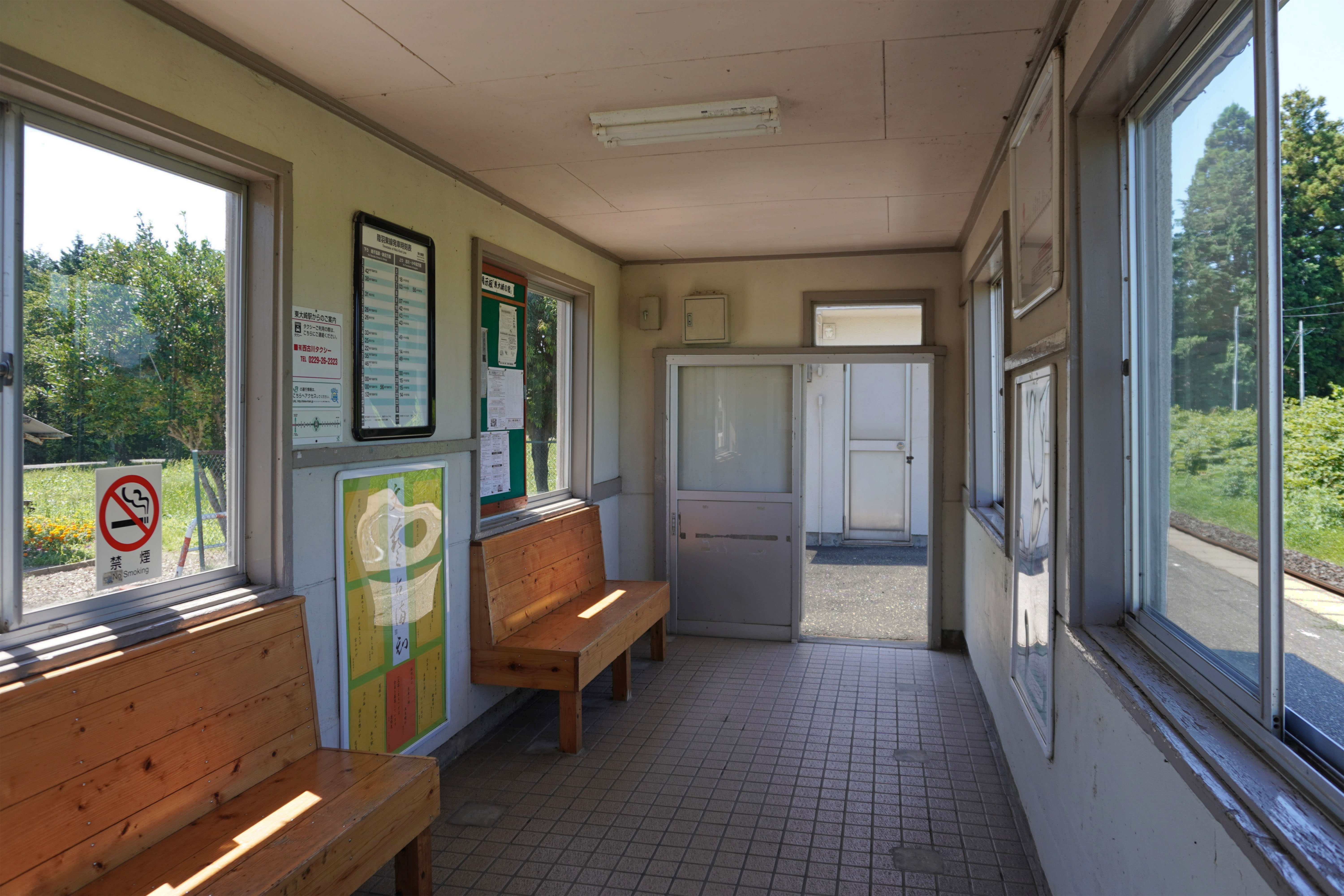
待合室（2023年7月）
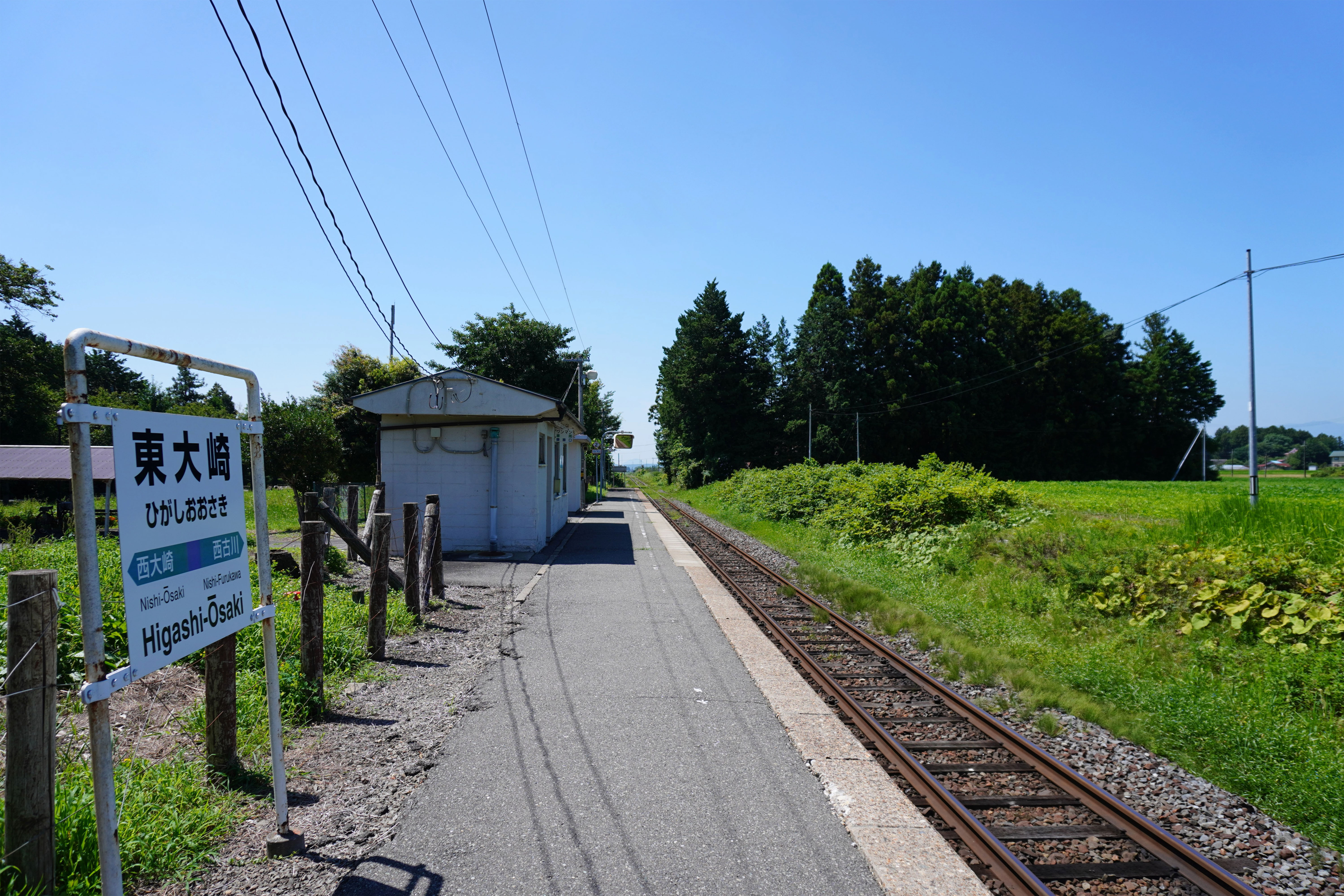
ホーム（2023年7月）

## 駅周辺
駅前はやや広く、商店、住宅地がある。
- 名生館官衙遺跡
- 宮城県道162号清水下狼塚線

## 隣の駅
東日本旅客鉄道（JR東日本）
■陸羽東線
西古川駅 - 東大崎駅 - 西大崎駅